# Corredor Quebec-Windsor
El corredor Quebec-Windsor és un corredor de transport que comunica les zones més industrialitzades i més densament poblades del Canadà.
Uneix les poblacions de la vora dels llacs Erie i Ontario i a la riba del riu de Sant Llorenç des de la ciutat de Windsor (Ontario) al sud-oest fins a la Ciutat del Quebec al nord-est. Segons dades del 2001 hi viuen més de disset milions de persones, cosa que suposa aproximadament el 55% de la població canadenca, i s'hi troben tres de les quatre grans àrees metropolitanes del Canadà.
Entre les importants àrees a través del corredor hi ha (d'est a oest): Ciutat del Quebec, Lévis, Trois Rivières, Drummondville, Mont-real, Laval, Cornwall, Brockville, Kingston, Oshawa, Toronto, Hamilton, Waterloo, London i Windsor. En les zones adjacents al corredor principal hi ha els importants centres de Sherbrooke, les Laurentides, Ottawa, Niagara Falls i Sarnia que hi estan connectats tant per carretera com per ferrocarril.